# یواس‌اس کایرو
یواس‌اس کایرو (به انگلیسی: USS Cairo) یک کشتی بود که طول آن ۱۷۵ فوت (۵۳ متر) بود. این کشتی در سال ۱۸۶۱ ساخته شد.